# استيبان غوتييريس
استيبان غوتييريس (بالإسبانية: Esteban Gutiérrez)‏ مواليد 5 أغسطس 1991 في مونتيري، هو سائق فورملا 1 مكسيكي بدأ مسيرته الاحترافية سنة 2013. كان أول سباق له هو جائزة أستراليا الكبرى 2013.

## سباقات شارك فيها
- بطولة فورمولا 3 البريطانية

## وصلات خارجية
- استيبان غوتييريس على موقع Racing-Reference.info (الإنجليزية)
- استيبان غوتييريس على موقع DriverDB.com (الإنجليزية)
- استيبان غوتييريس على موقع AS.com (الإسبانية)

- الموقع الرسمي